# Promised Land (serie de televisión)
Promised Land es una serie de televisión estadounidense creada por Matt Lopez. Se estrenó el 24 de enero de 2022 en ABC. El 15 de febrero de 2022, se anunció que ABC había sacado del aire el resto de episodios de la serie. Los últimos cinco episodios de la primera temporada se lanzarían en línea en Hulu, comenzando el 1 de marzo de 2022.

## Sinopsis
La serie sigue a dos familias latinas que compiten por la riqueza y el poder de un exitoso viñedo en el Condado de Sonoma, California.

## Elenco

### Principal
- John Ortiz como Joe Sandoval
- Cecilia Suárez como Lettie Sandoval
- Augusto Aguilera como Mateo Flores
- Christina Ochoa como Veronica Sandoval[4]
- Mariel Molino como Carmen Sandoval[5]
- Tonatiuh como Antonio Sandoval
- Andres Velez como Carlos Rincón
- Katya Martín como Juana Sánchez
- Rolando Chusan como Billy Rincón
- Bellamy Young como Margaret Honeycroft

### Recurrente
- Ariana Guerra como Rosa
- Miguel Ángel García como Junior
- Natalia del Riego como Daniela
- Yul Vazquez como Father Ramos
- Tom Amandes como O.M. Honeycroft
- Kerri Medders como Margaret de joven
- Julio Macicomo como Javier

## Episodios
| N.º | Título                                                   | Dirigido por    | Escrito por            | Fecha de emisión original | Audiencia (millones) |
| --- | -------------------------------------------------------- | --------------- | ---------------------- | ------------------------- | -------------------- |
| 1   | «A Place Called Heritage»                                | Michael Cuesta  | Matt Lopez             | 24 de enero de 2022       | 1.89                 |
| 2   | «La Madrugada» «Day Break»                               | Edward Ornelas  | Matt Lopez             | 31 de enero de 2022       | 1.77                 |
| 3   | «La Lucha» «The Struggle»                                | Nick Copus      | Emilia Serrano         | 7 de febrero de 2022      | 1.68                 |
| 4   | «El Regalo» «The Gift»                                   | Félix Alcalá    | Michael Jones-Morales  | 14 de febrero de 2022     | 1.54                 |
| 5   | «Los Rivales» «Rivals»                                   | Clara Aranovich | Talia Gonzalez         | 21 de febrero de 2022     | 1.60                 |
| 6   | «El Cuchicheo» «The Whispering»                          | Nick Gomez      | Christopher Oscar Peña | 1 de marzo de 2022        | —                    |
| 7   | «El Mejor de los Tiempos» «The Best of Times»            | Ryan Zaragoza   | Tara Tomicevic         | 8 de marzo de 2022        | —                    |
| 8   | «La Verdad Te Hara Libre» «The Truth Shall Set You Free» | Chi-Yoon Chung  | Jamie Conway           | 15 de marzo de 2022       | —                    |
| 9   | «La Cosecha» «The Harvest»                               | Lily Mariye     | Mark Wilding           | 22 de marzo de 2022       | —                    |
| 10  | «La Tierra Prometida» «The Promised Land»                | Edward Ornelas  | Matt Lopez             | 29 de marzo de 2022       | —                    |

## Producción
El 16 de febrero de 2021, ABC anunció que había ordenado la producción de un piloto para un drama familiar titulada Promised Land, cual originalmente tuvo como título provisional American Heritage, del escritor y productor ejecutivo Matt Lopez. En abril de 2021, se anunció a Michael Cuesta como director del piloto y que sería productor ejecutivo. El 11 de agosto de 2021, se anunció que se había ordenado la serie.

## Recepción

### Críticas
En Rotten Tomatoes la serie tiene un índice de aprobación del 100%, basado en 5 reseñas, con una calificación promedio de 7.9/10. En Metacritic, tiene puntaje promedio de 72 sobre 100 en ponderación, basada en 5 reseñas, lo que indica «criticas generalmente favorables».

### Audiencias
| N.º | Título                     | Fecha de emisión      | ÍA (18–49) | Audiencia (millones) | DVR (18–49) | Audiencia DVR (millones) | Total (18–49) | Audiencia total (millones) |
| --- | -------------------------- | --------------------- | ---------- | -------------------- | ----------- | ------------------------ | ------------- | -------------------------- |
| 1   | «A Place Called Heritage»  | 24 de enero de 2022   | 0.2        | 1.89                 | —           | —                        | —             | —                          |
| 2   | «La Madrugada (Day Break)» | 31 de enero de 2022   | 0.2        | 1.77                 | —           | —                        | —             | —                          |
| 3   | «La Lucha (The Struggle)»  | 7 de febrero de 2022  | 0.2        | 1.68                 | —           | —                        | —             | —                          |
| 4   | «El Regalo (The Gift)»     | 14 de febrero de 2022 | 0.2        | 1.54                 | —           | —                        | —             | —                          |
| 5   | «Los Rivales (Rivals)»     | 21 de febrero de 2022 | 0.2        | 1.60                 | —           | —                        | —             | —                          |